# Florence (Alabama)
 For alternative betydninger, se Florence (flertydig). (Se også artikler, som begynder med Florence)
Florence er en by i den nordvestlige del af staten Alabama i USA. Byen er den største by i og administrivt sæde for det amerikanske county Lauderdale County. Den har et indbyggertal på 40.184 (2020) indbyggere.

## Personer fra Florence
- W. C. Handy, blues og jazzmusiker, født i Florence

## Ekstern henvisning
- Wikimedia Commons har flere filer relateret til Florence (Alabama)
- Florences hjemmeside (Webside ikke længere tilgængelig) (engelsk)